# سرچاه تازیان
سرچاه تازیان، روستایی است در دهستان کاهشنگ از توابع بخش مرکزی شهرستان بیرجند، واقع در استان خراسان جنوبی که بر پایه سرشماری عمومی نفوس و مسکن در سال ۱۳۸۵ جمعیت آن ۴۱۶ نفر (در ۱۱۹ خانوار)  و طبق سرشماری عمومی نفوس و مسکن در سال ۱۳۹۵ جمعیت آن ۴۶۱ نفر (در ۱۳۵ خانوار) بوده‌است.

## قدمت روستا
دلیل نامگذاری روستای سرچاه تازیان به اين نام این است که در سال ۴۰۰ هجری قمری تعدادی از عربهای بادیه نشین در آن ساکن بوده و به کار دامداری و کشاورزی مشغول بوده‌اند و بر اثر حمله مغول‌ها هرکدام به مناطق دیگری مهاجرت نمودند، بعد از گذشت پنجاه سال از مهاجرت اعراب، فارس ها در اين منطقه سكنا گزيدند.